# 訃報 1972年1月
訃報 1972年1月（ふほう 1972ねん1がつ）では、1972年（昭和47年）1月中に物故した、又は物故が報じられた人物についてまとめる。

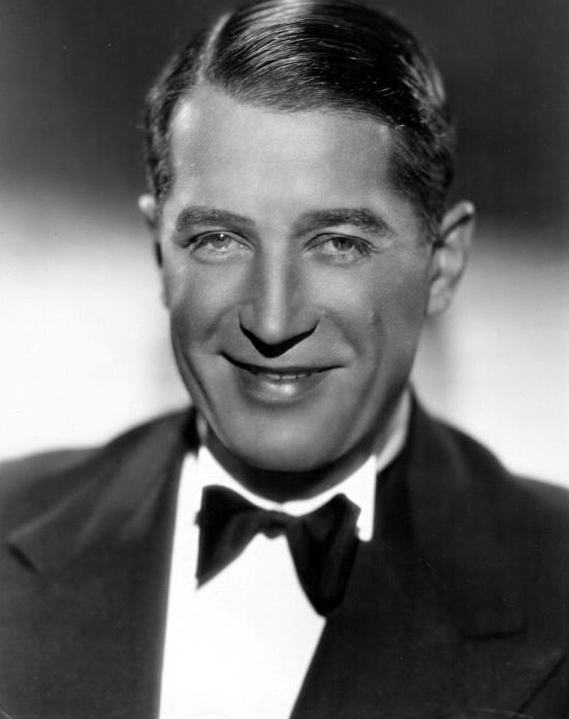
モーリス・シュヴァリエ / 1月1日没

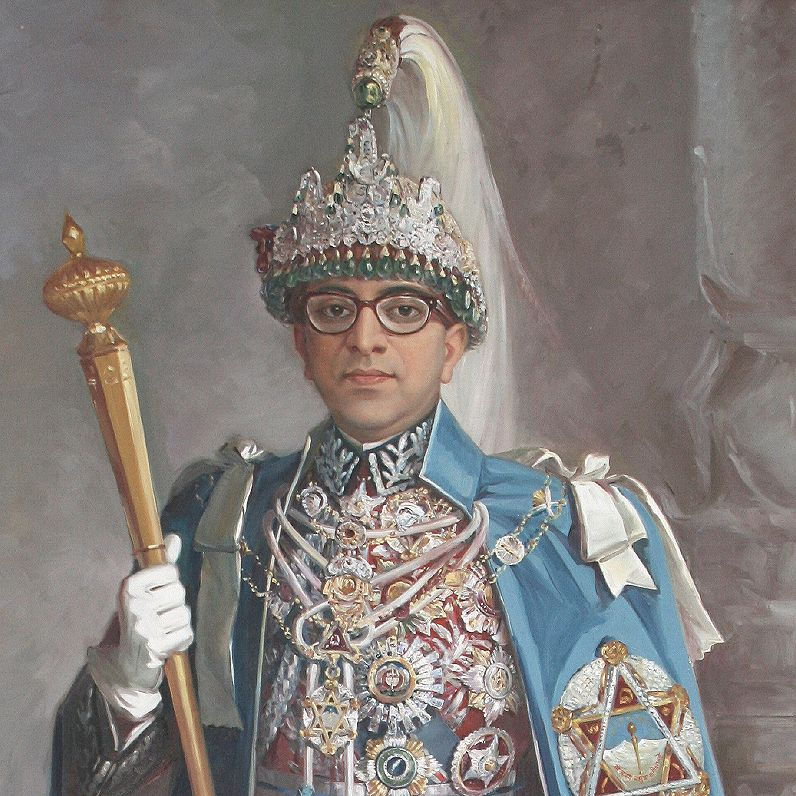
マヘンドラ・ビール・ビクラム・シャハ / 1月31日没

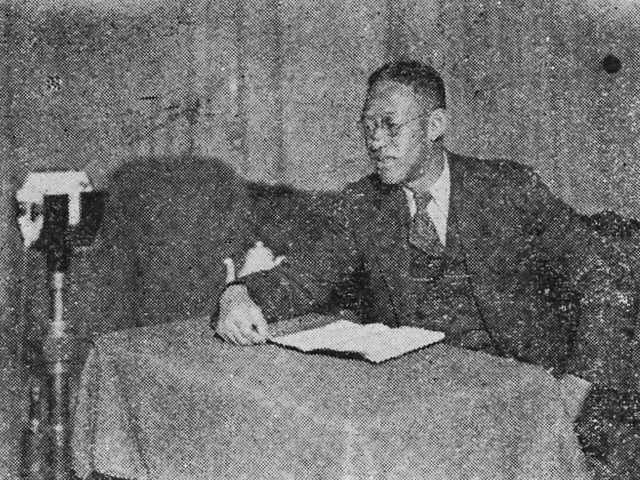
松内則三 / 1月31日没

## （1日 - 15日）
- 1月1日 - モーリス・シュヴァリエ、俳優・歌手（* 1888年）
- 1月2日 - 阿部謙夫、実業家、北海道放送初代社長（* 1894年）
- 1月4日 - 津雲国利、政治家・衆議院議員（* 1893年）
- 1月4日 - 佐々木能理男、映画評論家（* 1902年）
- 1月4日 - 加藤能敬、革命運動家（* 1949年）
- 1月10日 - 吉田正廣、朝鮮史家・郷土史家（* 1895年）
- 1月11日 - 天埜良吉、土木技術者・政治家（* 1904年）
- 1月14日 - フレゼリク9世、デンマーク国王（* 1899年）
- 1月15日 - 斉藤清亮、政治家（* 1899年）

## （16日 - 31日）
- 1月16日 - 三上誠、日本画家（* 1919年）
- 1月17日 - 寺岡恒一、新左翼運動家（* 1948年）
- 1月19日 - マイケル・レービン、ヴァイオリニスト（* 1936年）
- 1月19日 - 大宮庫吉、実業家（* 1886年）
- 1月19日 - 田中照雄、プロ野球選手（* 1933年）
- 1月20日 - ジャン・カサドシュ、ピアニスト（* 1927年）
- 1月21日 - 磯永吉、農学者・作物育種学者（* 1886年）
- 1月22日 - 後藤鉀二、教育者（* 1906年）
- 1月25日 - 小原十三司、牧師・神学校教師（* 1890年）
- 1月25日 - 常陽山正治、元大相撲力士（* 1903年）
- 1月27日 - リヒャルト・クーラント、数学者（* 1888年）
- 1月28日 - 三村起一、実業家（* 1887年）
- 1月30日 - カレル・ボレスラフ・イラーク、作曲家（* 1891年）
- 1月30日 - パーヴェル・ロマン、フィギュアスケート選手（* 1943年）
- 1月31日 - マヘンドラ・ビール・ビクラム・シャハ、第9代ネパール国王（* 1920年）
- 1月31日 - ハナ・マシュコヴァー、フィギュアスケート選手（* 1949年）
- 1月31日 - 松内則三、アナウンサー（* 1890年）